# Калкуны (Даугавпилс)
Калку́ны (латыш. Kalkūni) — микрорайон города Даугавпилса (Латвия). Расположен обособленно от основной территории города, примерно в ста метрах южнее Нидеркунов. Граничит с Калкунской и Лауцесской волостями Даугавпилсского края.

## История
Начало району дало имение Калкунен. В середине XIX века здесь прошла Петербургско-Варшавская железная дорога, на которой в 1862 году была устроена железнодорожная станция Калкуны (в 1921 году переименована в станцию Грива), в 1873 году открыт участок Либаво-Роменской ж. д. Калкуны-Радзивилишки (см. Даугавпилсский железнодорожный узел). Действовали кирпичный и спиртовой заводы.
В начале XX века Калкунами владел казанский купец В. А. Карякин.
После войны в имении открыт детский дом, Дом ребёнка.
В советское время работал спиртзавод, база Латпотребсоюза, Сельхозтехника, Агрохим.

## Современность
От Гривы можно добраться по ул. Комунала, ходят автобусы № 6 и 7 (первый не доходя ж/д переезда сворачивает в Нидеркуны).

## Известные уроженцы
- Червяков, Николай Фёдорович — генерал-полковник РВСН